# Monsonia deserticola
Monsonia deserticola är en näveväxtart som beskrevs av Moritz Kurt Dinter och Paul Erich Otto Wilhelm Knuth. Monsonia deserticola ingår i släktet hottentottnävor, och familjen näveväxter. Inga underarter finns listade i Catalogue of Life.